# 開成町
開成町（かいせいまち）は、神奈川県の西部に位置し、足柄上郡に属する町。
町名は、明治15年（1882年）に開設された開成学校（当時の延沢村、1901年には酒田村・吉田島村両組合立の開成小学校となる。現・開成町立開成小学校）から取ったもので、元々は『易経』繋辞上伝の一節「開物成務」に由来する。
神奈川県内で面積最小の自治体であり、群馬県にある多野郡新町が2006年（平成18年）に高崎市に編入されたことにより東日本の中で最も面積が小さい町となった。

## 地理
- 河川 : 酒匂川（町の東側を流れる）、要定川、仙了川

### 隣接している自治体
- 神奈川県
  - 小田原市
  - 南足柄市
  - 足柄上郡松田町
  - 足柄上郡山北町
  - 足柄上郡大井町

## 歴史

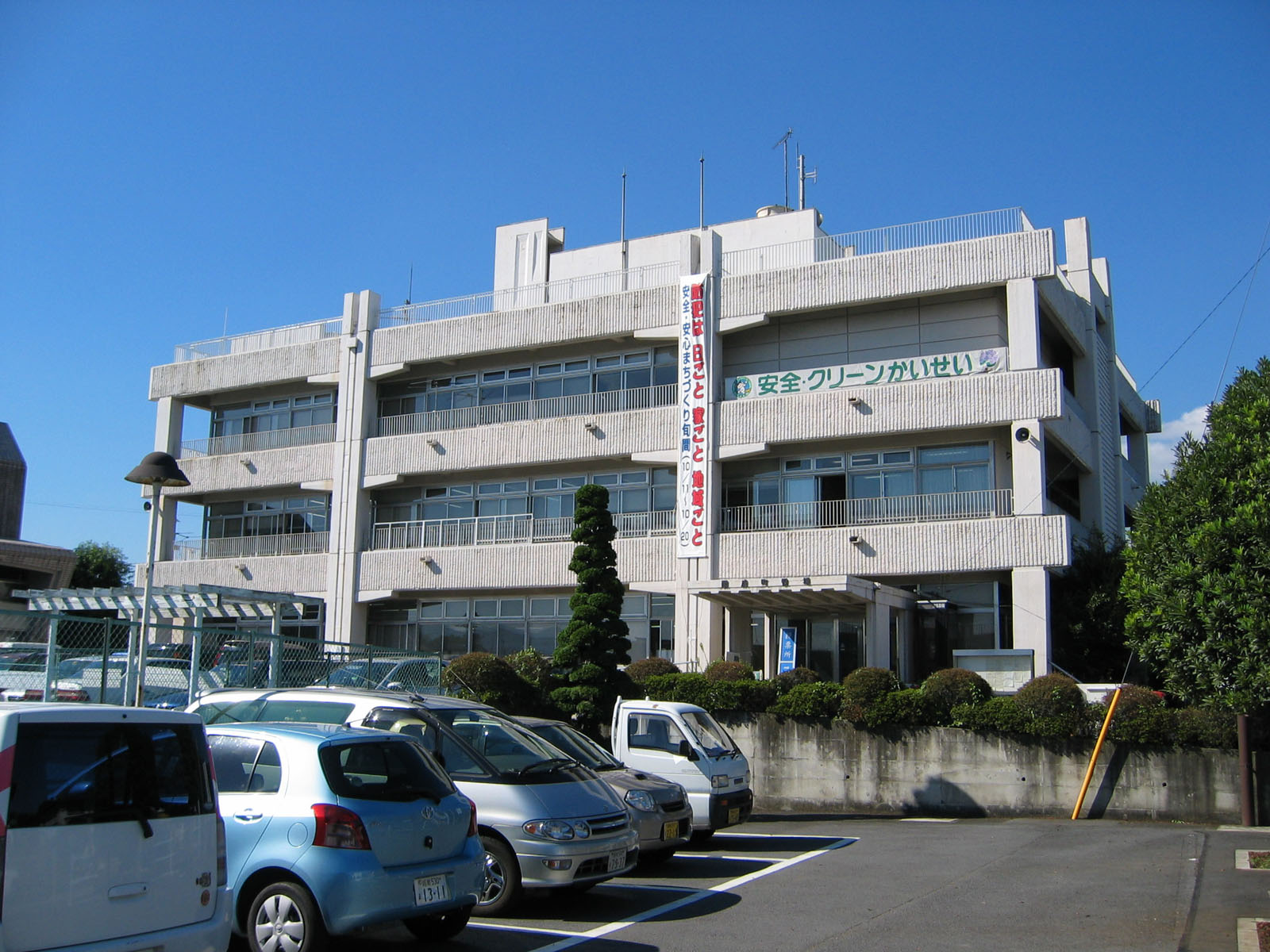
旧開成町役場（2005年）

- 1955年（昭和30年）2月1日 : 酒田村と吉田島村が合併し開成町となる。
- 1969年（昭和44年）6月：上地区（1968年8月）に続き下地区で簡易水道の給水が開始される。
- 1972年（昭和47年）2月：神奈川県足柄上合同庁舎が開庁。
- 1982年（昭和57年）1月：下水道事業が開始される。
- 1985年（昭和60年）3月14日 : 小田急小田原線に開成駅が開業。
- 1990年（平成2年）3月：開成町民憲章が制定される。
- 1994年（平成6年）11月：第1回全国パークゴルフ大会が開催される。
- 2003年（平成15年）9月：開成駅に箱根登山バス、富士急湘南バスが乗り入れを開始する。
- 2020年（令和2年）5月7日 - 新庁舎での業務開始[2]。

## 人口
| |                                        |  |
| 開成町と全国の年齢別人口分布（2005年） | 開成町の年齢・男女別人口分布（2005年） |  |
| ■紫色 ― 開成町 ■緑色 ― 日本全国 | ■青色 ― 男性 ■赤色 ― 女性              |  |
| 開成町（に相当する地域）の人口の推移 \| 1970年（昭和45年） \| 8,205人 \| \| \| 1975年（昭和50年） \| 9,972人 \| \| \| 1980年（昭和55年） \| 10,673人 \| \| \| 1985年（昭和60年） \| 11,227人 \| \| \| 1990年（平成2年） \| 11,941人 \| \| \| 1995年（平成7年） \| 12,698人 \| \| \| 2000年（平成12年） \| 13,396人 \| \| \| 2005年（平成17年） \| 15,123人 \| \| \| 2010年（平成22年） \| 16,369人 \| \| \| 2015年（平成27年） \| 17,013人 \| \| \| 2020年（令和2年） \| 18,329人 \| \| |                                        |  |
| 総務省統計局 国勢調査より |                                        |  |
| 1970年（昭和45年） | 8,205人                                |  |
| 1975年（昭和50年） | 9,972人                                |  |
| 1980年（昭和55年） | 10,673人                               |  |
| 1985年（昭和60年） | 11,227人                               |  |
| 1990年（平成2年） | 11,941人                               |  |
| 1995年（平成7年） | 12,698人                               |  |
| 2000年（平成12年） | 13,396人                               |  |
| 2005年（平成17年） | 15,123人                               |  |
| 2010年（平成22年） | 16,369人                               |  |
| 2015年（平成27年） | 17,013人                               |  |
| 2020年（令和2年） | 18,329人                               |  |

## 行政
- 町長 : 山神裕（2023年4月26日就任 1期目）
- 副町長 : 石井護
- 議長 : 山本研一
- 副議長 : 前田せつよ

町議定数12名

### 歴代町長
特記なき場合『開成町の概要』による。
| 代 | 氏名     | 就任          | 退任          | 備考 |
| -- | -------- | ------------- | ------------- | ---- |
| 1  | 瀬戸格   | 1955年2月20日 | 1959年2月19日 |      |
| 2  | 辻村君造 | 1959年2月20日 | 1963年2月19日 |      |
| 3  | 露木甚造 | 1963年2月20日 | 1983年2月19日 |      |
| 4  | 井上伝蔵 | 1983年2月20日 | 1987年2月19日 |      |
| 5  | 山神輝   | 1987年2月20日 | 1990年1月9日  |      |
| 6  | 山本久雄 | 1990年2月25日 | 1998年2月24日 |      |
| 7  | 露木順一 | 1998年2月25日 | 2011年3月24日 |      |
| 8  | 府川裕一 | 2011年4月24日 | 2023年4月25日 |      |
| 9  | 山神裕   | 2023年4月26日 | 現職          |      |

### 地区
- 旧吉田島村
  - 吉田島（よしだじま）
- 旧酒田村
  - みなみ1〜5
  - 牛島（うしじま） - 旧牛島村
  - 宮台（みやのだい） - 旧宮台村
  - 延沢（のぶさわ） - 旧延沢村
  - 中之名（なかのみょう） - 旧中之名村
  - 円通寺（えんつうじ） - 旧円通寺村
  - 金井島（かないしま） - 旧金井島村
  - 岡野（おかの） - 旧岡野村

### 水道
開成町では、水道の開栓・閉栓手続き時に手数料を必要とする。他市町村からの転入・転出時に加え、開成町内の転居時にも、旧住居の閉栓・新住居の開栓の両方で手数料が発生する。

## 経済

### 産業
- 富士フイルム
- クレシア
- 明治ゴム化成

## 教育
- 高等学校
  - 神奈川県立吉田島高等学校
- 中学校
  - 開成町立文命中学校（校名は中国夏王朝の始祖禹王の名に由来）
- 小学校
  - 開成町立開成小学校
  - 開成町立開成南小学校

## 交通

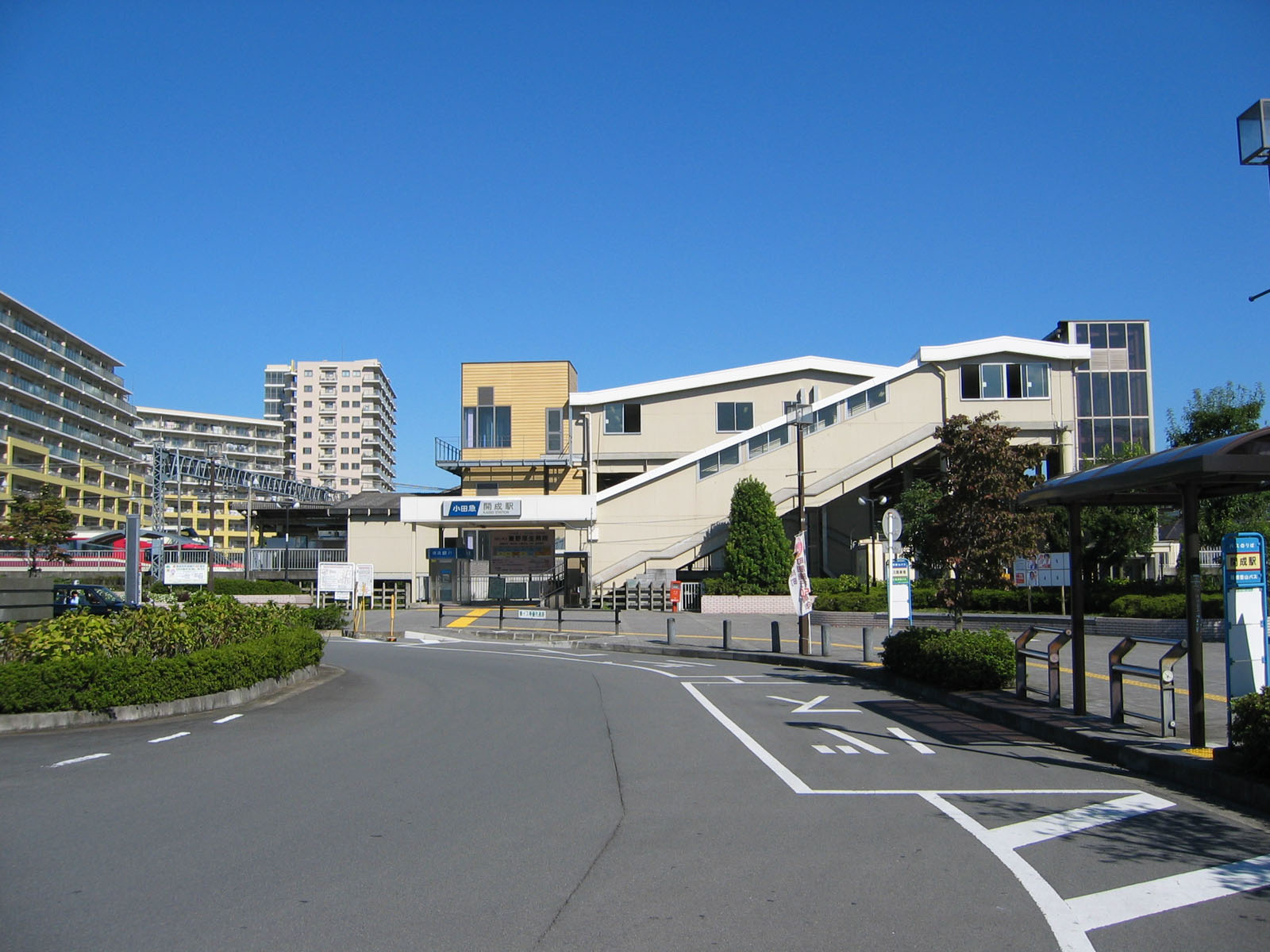
開成駅

### 鉄道
- 小田急小田原線 - 開成駅
  - 町内唯一の鉄道駅である。路線は1927年に開通しているが、駅開業は1985年であり、それまでは町内に駅が無かった。2019年より急行の全列車停車駅となったことで停車本数が大幅に増え、新宿方面とのアクセスも向上している。

### バス
- 箱根登山バス
- 富士急モビリティ

### 道路
都道府県道
- 神奈川県道78号御殿場大井線
- 神奈川県道712号松田停車場線
- 神奈川県道720号怒田開成小田原線

## 電話番号
- 本町の市外局番は0465（小田原MA）である。

## 祭事・催事
- あじさい祭（6月）
- 開成阿波おどり（9月）
- かいせいスポレクフェスティバル（10月）
- 文化祭（11月）
- 産業フェスタ（2月）

## 名所・旧跡・観光スポット・名産品など
- 円通寺観音
- 大ケヤキ
- あしがり郷瀬戸屋敷
- 酒匂川ふれあい館
- 開成駅前第2公園 ※ロンちゃん号展示保存（小田急ロマンスカー3100形「NSE」）
- 開成水辺スポーツ公園
- あじさいの里

### 名産品
- 弥一芋 (里芋)
- はるみ (米)

## 出身有名人
- 北野康広（欽ちゃん劇団）
- 杉山恭子（モデル、タレント）
- 露木順一（前開成町長）
- 星川尚浩（プロレスラー・ZERO1所属）
- 佐藤一人（あっぱ）